# 篩孔
篩孔是位於顱底（Cranial base）處的一群小孔，嗅神經的感覺細胞軸突藉由此處通往鼻腔黏膜。

## 位置
顱內的篩骨頂端水平部份稱為「篩板」（Cribriform plate），篩板上面分布於雞冠（Crista galli）兩側的一群小孔就稱為篩孔或是篩板小孔（foramina of cribriform plate）。

## 相關症狀
若發生意外造成篩板骨折，則有可能損害嗅神經，進而喪失嗅覺。